# Secret (альбом Classix Nouveaux)
Secret — третий студийный альбом английской группы новой волны Classix Nouveaux, выпущенный 14 ноября 1983 года на лейбле Liberty. Единственный альбом группы, не попавший в британские чарты.

## История создания альбома
Запись альбома была сопряжена с трудностями — группа несколько недель работала в студии над записью альбома, но неожиданно A&R из их звукозаписывающей компании пришёл в студию и заявил, что группа уже потратила весь свой бюджет, в результате чего запись даже не была завершена. Участники группы были вынуждены заканчивать работу над альбомом своими силами (так, к работе над материалом привлекли Энн Дадли, она собирала оркестр для записи сингла «Forever and a Day»). Звукозаписывающая компания не продвигала альбом и немедленно разорвала контракт с группой. Альбом и синглы с него не были успешны в Великобритании, однако синглы «Never Never Comes» и «Heart from the Start» стали хитами номер один в Польше. Также группа собрала 25000 человек на концерте в Хельсинки. 
В 2001 году украинская рок-группа «Скрябин» использовала мелодию песни «Never Never Comes» в своей композиции под названием «Я не буду там» с альбома «Стриптиз» (с указанием авторства).

## Оценки критиков
| Оценки критиков | Оценки критиков |
| Источник        | Оценка          |
| --------------- | --------------- |
| AllMusic        | [ 2 ]           |
| Trouser Press   | положительная   |

Trouser Press написала: «Впечатляющее разнообразие и изысканность делают Secret лучшим альбомом группы».

## Список композиций
| №  | Название                  | Автор(ы)            | Длительность |
| -- | ------------------------- | ------------------- | ------------ |
| 1. | «All Around the World»    | Classix Nouveaux    | 4:21         |
| 2. | «Manitou»                 | Classix Nouveaux    | 3:51         |
| 3. | «Heart from the Start»    | Classix Nouveaux    | 3:31         |
| 4. | «The Fire Inside»         | Classix Nouveaux    | 3:50         |
| 5. | «Forever and a Day»       | Сал Соло, Мик Суини | 3:39         |
| 6. | «Never Never Comes»       | Classix Nouveaux    | 2:58         |
| 7. | «The Unloved»             | Classix Nouveaux    | 5:19         |
| 8. | «When They All Have Gone» | Classix Nouveaux    | 6:00         |
| 9. | «No Other Way»            | Classix Nouveaux    | 4:48         |

## Участники записи
Classix Nouveaux:
- Сал Соло
- Мик Суини
- Джими Сумен
- Бэйк Пол Хёрдинг

при участии:
- Адриан Ли, Эндрю Принс, Дэвид Верханс, Гэри Барнакл, Джек Уолдмэн, Ник Кэмпи, Пандит Динеш, С. Пол Уилсон
- Энн Дадли - аранжировка для песни "Forever and a Day"

- Фема Джия, Фил Торналли, Стив Чёрчьярд, Стив Кукси - инженеры звукозаписи
- Эдвард Бэлл - оформление обложки